# San Gallo (Botticino)
San Gallo è una frazione del comune di Botticino, situato nella provincia di Brescia, in Lombardia. Sede della squadra di calcio a 7 S.S. Valverde. Questo piccolo centro abitato è noto per il suo carattere tranquillo e per la sua posizione immersa nel verde delle colline bresciane, che lo rendono una meta ideale per chi cerca un’atmosfera rilassante lontano dal caos delle grandi città.

## Storia
San Gallo deve il suo nome a San Gallo, abate e monaco irlandese del VI secolo, venerato come santo dalla Chiesa cattolica. Le origini del borgo si intrecciano con la storia di Botticino e del territorio circostante, noto sin dall’epoca romana per l’estrazione del marmo Botticino, un materiale pregiato utilizzato in tutto il mondo, inclusa la costruzione dell’Altare della Patria a Roma.
Nei secoli, San Gallo ha mantenuto una vocazione agricola, con un tessuto sociale legato principalmente alla coltivazione della vite e alla produzione di olio d’oliva, grazie al clima mite della zona collinare.

## Geografia
San Gallo si trova in una zona collinare, a pochi chilometri a est di Brescia. La frazione è circondata da vigneti, boschi e oliveti, che ne caratterizzano il paesaggio tipico della zona del Botticino DOC, rinomata per la produzione di vini di alta qualità.
Il territorio è attraversato da sentieri naturalistici che permettono passeggiate panoramiche e attività all’aria aperta, come trekking e mountain bike.

## Monumenti e luoghi d'interesse

### Chiesa di San Bartolomeo Apostolo
La chiesa dedicata al santo patrono è un piccolo gioiello architettonico che domina il centro della frazione. Costruita nel XVIII secolo, è un esempio significativo di architettura barocca, con una facciata simmetrica scandita da lesene e arricchita da aperture centrali. Sormontata da un timpano con cornicione aggettante, l’edificio si presenta elegante e armonioso. L’interno, a navata unica, è coperto da una volta a botte e decorato con stucchi e affreschi che rispecchiano il gusto dell’epoca. Il presbiterio, più raccolto rispetto alla navata, ospita cantorie e termina con un’abside piana.
La storia della chiesa inizia nel 1781, quando venne completata grazie al contributo dei fratelli Francesco e Angelo Busi. Negli anni successivi, la chiesa venne ulteriormente arricchita con la posa di campane nel 1824, l’erezione di un altare dedicato a San Gallo nel 1829 e un altro alla Madonna del Rosario nel 1832. Dal 1854, la chiesa è divenuta parrocchiale della frazione di San Gallo. Nel 1909, il campanile venne rialzato di oltre 10 metri e dotato di un nuovo concerto di campane, opera della fonderia Filippi di Chiari.

### Ex monastero della Santissima Trinità
L’ex Monastero della Santissima Trinità rappresenta una delle testimonianze più antiche di San Gallo. La struttura, con la sua facciata articolata in tre sezioni, conserva tracce delle diverse epoche in cui venne ampliata: il corpo di due piani a destra risale al XVI secolo, mentre il nucleo centrale, corrispondente alla chiesa, e la parte sinistra a tre piani sono del XVII secolo.
Il monastero, fondato durante il periodo della presenza bonificatrice dei monaci benedettini, fu un centro di spiritualità e cultura. La sua storia è legata alla diffusione del culto cristiano in un’area che in precedenza ospitava probabilmente un luogo di culto pagano. Una bolla pontificia del 1148, emanata da papa Eugenio III, ne sancì l’appartenenza al Capitolo di Sant’Eufemia, insieme ad altre cappelle della zona.
L’edificio ha subito diverse trasformazioni nel corso dei secoli e dal 1974 al 2022 ha ospitato la “scuola di restauro Botticino”, trasferitasi nel quartiere milanese di Bovisa a partire dall’anno accademico 2022/2023.
La chiesa e l’ex monastero, con le loro caratteristiche uniche, sono simboli del passato religioso di San Gallo, offrendo uno spaccato della devozione e della cultura architettonica della comunità locale.

### Percorsi naturalistici
I sentieri che attraversano le colline offrono scorci suggestivi sul paesaggio bresciano, ideali per escursioni e passeggiate.

### Cantine locali
La frazione è immersa in un’area vitivinicola di pregio, con cantine che producono il celebre Botticino DOC e organizzano degustazioni.

## Cultura e tradizioni
La frazione conserva una forte identità locale, con feste e celebrazioni legate alla tradizione religiosa. Tra le più sentite vi è la festa patronale dedicata a San Bartolomeo, durante la quale si svolgono processioni e momenti di aggregazione comunitaria.

## Economia
L’economia locale è storicamente legata all’agricoltura, in particolare alla viticoltura e alla produzione di olio d’oliva. Negli ultimi anni, il turismo enogastronomico ha assunto un ruolo sempre più rilevante, attirando visitatori interessati a scoprire i sapori e i paesaggi della zona.

## Come arrivare
San Gallo è raggiungibile in auto da Brescia percorrendo la SP45, una strada che collega la città al comune di Botticino. La frazione è ben collegata anche con i mezzi pubblici locali.